# 春の砂漠
『春の砂漠』（はるのさばく）は、平岩弓枝の小説。1986年から1987年に『週刊サンケイ』で連載された後、1988年に文藝春秋から刊行された。また、それを原作にして、1988年4月16日から同年7月9日にかけて日本テレビ系列の「土曜グランド劇場」（毎週土曜日21:00 - 21:54）で放送されたテレビドラマ。全13回。

## テレビドラマ

### あらすじ
複雑な関係を持つ三姉妹、長女・鏡子（檀ふみ）は父親の連れ子、次女・香代（名取裕子）は母の連れ子、三女・秀（国生さゆり）はその父と母が再婚して出来た子であった。鏡子は敏腕商社マンの夫・頌一郎（杉浦直樹）を海外出張先の部屋に訪ねたところ、香代と遭遇してショックを受ける。その嫌な想いを振り切ろうと香代は秀を誘って、チュニジアへ気晴らしに行くと、俵介（林隆三）に出逢った。秀は俵介に惹かれたのだが、香代もまた訪れていて、俵介は彼女と惹かれ合うことになった。

### 製作概要
それまで一年にわたり、クイズ番組枠となっていた土曜9時枠が視聴率不振によって編成替えされ、再び連続ドラマ番組枠の「土曜グランド劇場」へと戻された、その一作目。復活する以前の「土曜グランド劇場」は日本テレビの自社制作、もしくは当時関連会社だったユニオン映画の制作によるものでほぼ占められていたが、本作は日本テレビ初起用の元NHKドラマプロデューサー・近藤晋率いる総合プロデュースの制作で、NHKを定年退社したばかりのドラマ演出家・深町幸男の民放ドラマ初演出作品ともあって、それまでの「土曜グランド劇場」とは違う、そして当時の日本テレビのドラマとしても異色作であった。なお、後番組『花嵐の森ふかく』も引き続き総合プロデュースによる制作で、NHK「朝の連続テレビ小説」出身・若村麻由美が民放ドラマ初出演にして主演となり、演出も岡崎栄ら元NHKドラマ演出家を起用するなど、こちらもまたNHK色が濃かった。

### 出演者
- 伊原香代：名取裕子（子供時代：大塚ちか子）
- 楯俵介：林隆三
- 緒方鏡子：檀ふみ（子供時代：岸雅）
- 伊原秀：国生さゆり（子供時代：米沢由香）
- 緒方頌一郎：杉浦直樹
- 今井利夫：山下規介
- 伊原英行：下條正巳
- 伊原靖子：風見章子
- 楯紀代：佐藤真浪
- 水田早苗：塚田三千
- 上村竜二：小林稔侍
- 本多美子：五大路子
- 伊部次郎：石橋蓮司
- ナレーター：天川由記子
- 水原英子
- 岸田今日子
- 織本順吉
- 笠智衆

### スタッフ
- 脚本：宮川一郎、香取俊介、岡本克己
- 演出：深町幸男、北嶋隆、山本厚
- 音楽：桑原研郎
- 技術協力：生田スタジオ
- 企画協力：鍋島徳行
- プロデューサー：近藤晋、長富忠裕
- 制作：日本テレビ、総合プロデュース（現：総合ビジョン）

### 主題歌
- 「愛さずにはいられない」（加藤登紀子）
  - 作詞・作曲：加藤登紀子／編曲：船山基紀